# Université nationale de Cuyo
Pour les articles homonymes, voir Cuyo.
L'université nationale de Cuyo (en espagnol : Universidad Nacional de Cuyo, UNCuyo) est le plus grand centre d'enseignement supérieur en province de Mendoza en Argentine. 
Elle est créée le 21 mars 1939 afin de répondre aux besoins éducatifs non seulement de la province de Mendoza, mais aussi des provinces de San Juan et de San Luis, qui forment ensemble la région de Cuyo. Ce lien régional a persisté jusqu'en 1973, année où chaque province a créé sa propre université (l'université nationale de San Juan et l'université nationale de San Luis respectivement), en laissant l'université nationale de Cuyo exclusivement pour la province de Mendoza.
En 2005, l'université comprend 12 unités scolaires dans la ville de Mendoza ainsi qu’une délégation à San Rafael (province de Mendoza), en plus de l'institut Balseiro qui est situé à San Carlos de Bariloche (province de Río Negro). Elle inclut également l'institut technologique universitaire qui propose une instruction de type technique dans 4 villes de la province de Mendoza.

## Unités scolaires
École des arts et conception plastique
- Arts
- Histoire des arts plastiques
- Céramique
- Conception
- Chant
- Musique
- Direction chorale
- Instruments musicaux
- Interprétation dramatique

École des sciences économiques
- Comptabilité
- Administration
- Économie

École de médecine
- Médecine
- École d'infirmerie
- Technicien d'anesthésie
- Technicien de laboratoire
- Technicien de chirurgie
- Technicien d'hémothérapie
- Technicien en radiologie

École des sciences politiques et sociales
- Sciences politiques et administration publique
- Sociologie
- Travail social
- Communication sociale

École de droit
- Droit

École de philosophie et langues
- Philosophie
- Langues
- Histoire
- Géographie
- Français
- Anglais
- Sciences de l’éducation

École d’ingénierie
- Civile
- Industrielle
- Pétrole
- Mécatronique
- Architecture

École d'odontologie
- Odontologie
- Technicien en odontologie

Éducation élémentaire et spéciale
- Éducation élémentaire
- Éducation des sourds et thérapie de langues
- Éducation des déficients visuels

École des sciences agraires
- Ingénierie agronomique
- Bromatologie

Sciences appliquées (San Rafael, province de Mendoza)
- Ingénierie des aliments
- Ingénierie chimique
- Science chimique
- Chimie industrielle
- Bromatologie

Institut Balseiro (San Carlos de Bariloche, province de Río Negro)
- Ingénierie nucléaire
- Physique